# Château de Montriou
Le château de Montriou est un château situé à Feneu, en France.

## Localisation
Le château est situé dans le département français de Maine-et-Loire, sur la commune de Feneu.

## Historique
La partie la plus ancienne du château est antérieure au XVe siècle tandis que la chapelle dite des « trois Marie », classée Monument Historique, est pour sa part du XVe. En effet, celle-ci fut commandée en l’honneur du roi René d’Anjou par son sénéchal Bertrand de Beauvau († 1474) et terminée par sa fille, Charlotte († 1493), mariée avec Yves ou Yvon de Scépeaux, puis avec Jean Rabaud . Vers 1484, le couple fait peindre sur les murs de la chapelle des fresques représentant des anges porteurs des instruments de la Passion.
En sont seigneurs Mathurin de Pincé en 1540. Sa fille Etiennette la transmet à son mari Jean de Brie en 1552. En 1595, la seigneurie et le château sont vendus par Emmanuel Brahier à Robert Constantin (1551-1608), conseiller au présidial d'Angers. Ils passent à son fils Jacques Constantin (1593-1662), conseiller à la cour des comptes de Nantes, puis à son petit-fils Gabriel Constantin (1634-1683), conseiller du roi, qui les vend à son tour en 1663 à Hercule de Launay (1635-1702), mari de Suzanne Le Roux. Ils sont acquis peu de temps après par Renée Thyreau. En 1692, elle passe par héritage à Jeanne Levenier puis à Françoise Levenier, épouse de Pierre-Gabriel Guérin, bourgeois d'Angers. Son fils Charles Guérin revend l'ensemble en 1740 à Michel Mauvif de la Plante (1700-1780), échevin d'Angers.
Depuis, cette date, le château est restée dans la même famille : Claude-Renée (1733-), fille de Michel Mauvif, l'apporte à son mari Pierre Toutblanc (1725-), conseiller à la Cour des comptes de Nantes, et leur fille Renée (1763-) épouse en 1781 René Cassin de la Loge (1756-1825), trésorier des finances à Tours. Leur petit-fils, Ferdinand Cassin de La loge (1831-1915), agrandit le logis et fit également construire la ferme, les communs et la basse-cour. Il créa le jardin potager. Sa fille Louise Cassin de La Loge (1859-1947), qui s'était  mariée en 1893 à Feneu (49) avec Robert de Lille de Loture (1852-1899), hérita du château qui est depuis dans la famille Loture.

L'édifice est classé au titre des monuments historiques en 1964.